# Glav

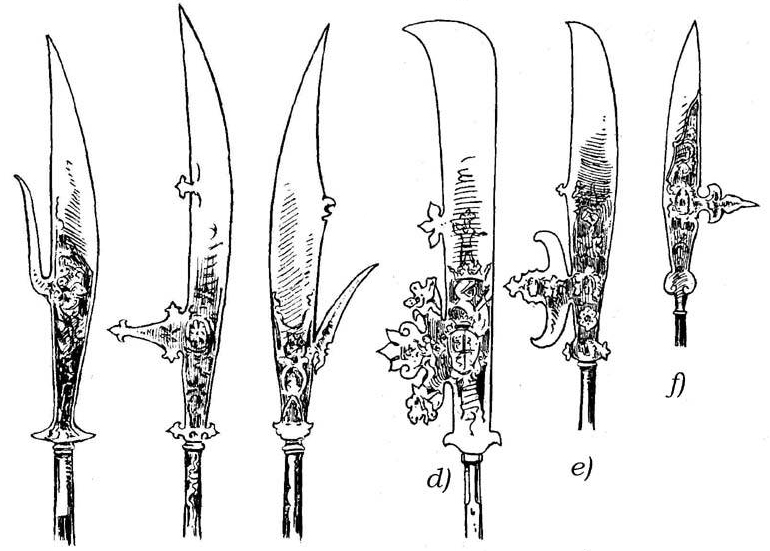
Glavar av olika utseende.

Glav (via tyskan, från fornfranska: glaive, "lans/spjut", av latin: gladius, "svärd") är ett medeltida stångvapen där en lång, bred klinga fästs i änden av en lång stång. Typen användes främst av fotfolket som stöt- och huggvapen i strid, men det förekom även som lans.
Hos europeiska exempel fästs glavbladet vid skaftet genom en holk likt en yxa eller ett spjut och inte genom en tånge. Utländska exempel varierar dock i konstruktion. Bladet är ofta eneggat men en tagg eller hake på ryggen för avledning av inkommande hugg.

## Historia
Glaven föregicks av olika former av "huggspjut" och dylikt under vikingatiden och järnåldern i Europa (sentida fornnordiska: höggspjót). Redan under antiken omtalas att germanerna fäste sina eneggade svärd (saxar) på stänger för att öka deras räckvidd.
Flera vapen som utvecklats ur glaven, såsom faucharden och guisarmen, samt vissa stridsliar, har även försett klingan med en krok eller dylikt (kallad parerhake eller klingfångare) för att kunna haka fast i motståndarens vapen och därigenom avvärja och/eller blotta honom.
I Asien har många liknande vapen förekommit, såsom den japanska naginatan, vilken hade bladet fäst i skaftet genom genom en tånge likt ett svärd eller en dolk, samt den mycket glavliknande kinesiska guandaoen.
Ordet glav har även använts poetiskt som ett ord för blankvapen i allmänhet.

## Liknande vapen

### Sinosfären
- Naginata (japanska: 薙刀, "mejningssvärd")
- Guandao(en) (kinesiska: 偃月刀, yǎnyuèdāo, "bakfallande månklinga")

### Västeuropa
- Fauchard(en) – historiskt diffus med glav
- Guisarme(en)
- Stridslie(en) (jämför tyska: kriegssense)
- Stormlie(en) (jämför tyska: sturmsense)

### Östeuropa
- Sovnja(ru) (ryska: совня)

## Galleri

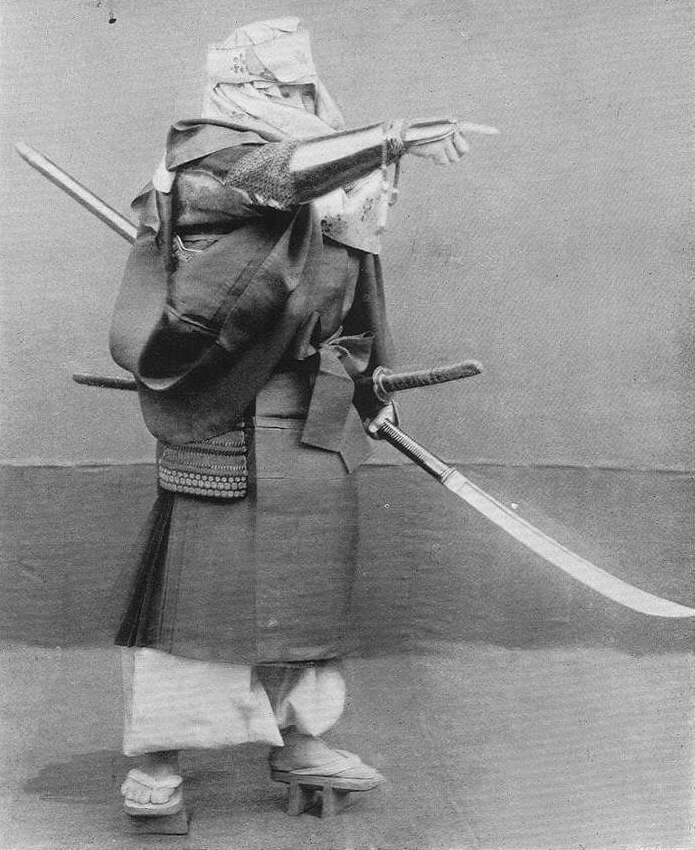
Japansk sōhei-krigarmunk med rustning och naginata.
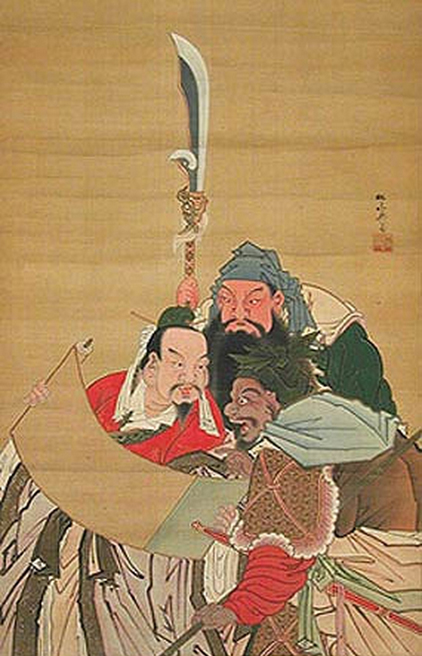
General Guan Yu (överst) hållandes en Qingdynastinsk (1700-tals) Guandao.
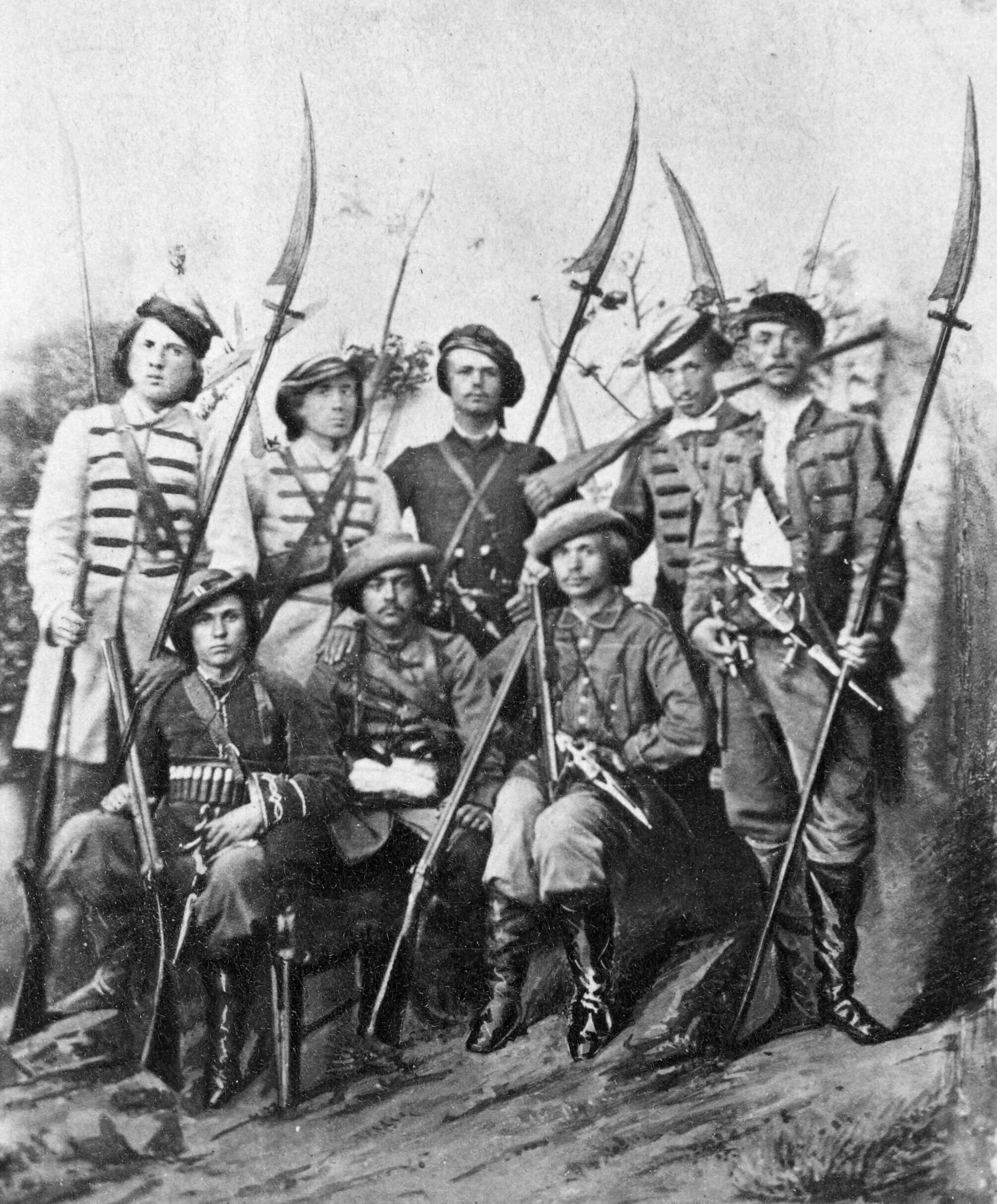
Polska liemän (polska: kosynierzy, "lienjärer") beväpnade med stridsliar, 1863.
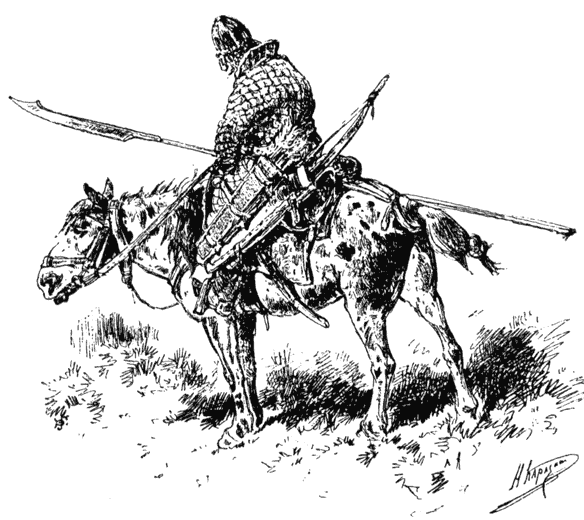
Senmedeltida rysk ryttare med en Sovnya.